# Homelix albofasciatus
Homelix albofasciatus là một loài bọ cánh cứng trong họ Cerambycidae.